# Fritillaria eduardi
Fritillaria eduardi là một loài thực vật có hoa trong họ Liliaceae. Loài này được Regel miêu tả khoa học đầu tiên năm 1884.